# Yoshikatsu Kawaguchi
Pour les articles homonymes, voir Kawaguchi (homonymie).
Yoshikatsu Kawaguchi (川口 能活, Kawaguchi Yoshikatsu), né le 15 août 1975 à Fuji, Shizuoka (Japon), est un footballeur international japonais. Il joue au poste de gardien de but.

## Biographie
Formé au Shimizu Shogyo High School, Yoshikatsu Kawaguchi fait ses débuts en 1995 au Yokohama F·Marinos. Titulaire, il remporte le championnat du Japon et élu meilleur jeune de la compétition.
Il est recruté en 2001 par Portsmouth pour 2,52 millions d'euros. Il signe un contrat pour 3 saisons et touche 400 000 euros par an. Lors de sa conférence de presse d'arrivée, il est accueilli par 200 journalistes japonais au centre de Fratton Park.
Il devient le 3e joueur japonais à jouer pour un club anglais après le milieu de terrain Junichi Inamoto (Arsenal) et l'attaquant Akinori Nishizawa (Bolton). Malgré son standing, c'est le vétéran Dave Beasant qui commence la saison comme titulaire dans les buts de Pompey. Le japonais joue son premier match de championnat le 3 novembre 2001 lors de la victoire 3-2 à Sheffield Wednesday.
En septembre 2009, il se casse la jambe dans une collision avec un adversaire lors de la victoire 3-0 contre le Kyoto Sanga. On parle alors d'une indisponibilité de 6 mois.
Il est sélectionné pour la Coupe du monde 2010 et devient ainsi le premier footballeur japonais à disputer 4 mondiaux.

## Carrière

### En club
- jan.1995-2001 : Yokohama F. Marinos ( Japon)
- oct.2001-2003 : Portsmouth ( Angleterre)
- 2003-déc. 2004 : FC Nordsjælland ( Danemark)
- jan.2005-déc. 2013　: Júbilo Iwata ( Japon)
- jan. 2014-déc. 2015 : FC Gifu ( Japon)

### En équipe nationale
- 1re sélection Suède - Japon (1-0), le 13 février 1997.
- Il est titulaire lors de la coupe du monde de football 1998 en France, puis remplaçant lors de la coupe du monde de football Corée-Japon en 2002. Il est de nouveau titulaire en 2006 puis remplaçant en 2010 avec le Japon[4].
- Il a également participé aux Jeux olympiques d'Atlanta en 1996 avec une victoire notamment sur le Brésil (1-0).
- Il compte 121 sélections entre 1997 et 2008.

## Palmarès
- J.League :
  - Champion en 1995 (Yokohama F. Marinos).
  - Révélation de l'année en J. League (en) en 1995
  - Equipe type de la J.League en 2006
- Coupe de la Ligue japonaise :
  - Vainqueur en 2010 (Júbilo Iwata)
- Coupe du monde de la FIFA :
  - 8e de finales en 2002, 2010
  - Premier tour en 1998, 2006
- Coupe d'Asie des nations :
  - Champion en 2000, 2004
  - 4e place en 2007
- Coupe des confédérations :
  - Finaliste en 2001[5].
  - Premier tour en 2003, 2005